# RTEMS
RTEMS (англ. Real - Time Executive for Multiprocessor Systems, програма реального часу для мультипроцесорних систем) — операційна система реального часу з відкритим вихідним кодом, розроблена для вбудованих систем.
MS в акронімі RTEMS спочатку означав  «для ракетних систем» (англ. for Missile Systems).
Розробка велася з кінця 1980-х під управлінням ОАР Corporation, спільно з Керуючим Комітетом RTEMS, в який входили представники основних користувачів системи. Доступ до нових версій по FTP організований з початку 1993 року.
У Європі RTEMS широко використовується як операційна система для систем відповідального призначення, таких як аерокосмічні системи. 